# Enterobius
Enterobius ist eine Gattung der Pfriemenschwänze, die im Dickdarm von Primaten und bei ostafrikanischen Hörnchen vorkommen.

## Merkmale
Der Kopf ist mit vier Kopfpapillen besetzt. Die beiden hinter der Kloake gelegenen Kaudalpapillenpaare sind ohne sklerotisierende Elemente. Der mittlere Bauchbereich ist ohne Ornamentierungen der Kutikula, der Schwanz ohne Spitze.

## Systematik
Zur Gattung gehören folgende Arten:
- Enterobius anthropopitheci Gedoelst, 1916
- Enterobius brevicauda Sandosham, 1950
- Enterobius chabaudi Kalia & Gupta, 1982
- Enterobius gregorii Hugot, 1983
- Enterobius longispiculum Quentin, Bellerton & Krishnasamy, 1980
- Enterobius macaci Yen, 1973
- Enterobius nycticebi Baylis, 1928
- Enterobius presbytis Yen Wen Chen, 1973
- Enterobius sciuri Cameron, 1932
- Enterobius vermicularis (Linnaeus, 1758)
- Enterobius yagoi Sutton, 1979

Synonyme sind Colobenterobius Quentin, Bellerton & Krishnasamy, 1980, Fusarella Seurat, 1916 und Oxyurias Stiles in Stiles & Hassall, 1905.